# Michal Miloslav Hodža
Michal Miloslav Hodža (ur. 22 września 1811 w Rakšy, zm. 26 marca 1870 w Cieszynie) – działacz słowackiego przebudzenia narodowego, pisarz, językoznawca, duchowny ewangelicki.
Jego dorobek obejmuje dzieła: Dobro slovo Slovákom súcim na slovo (1847), Epigenes slovenicus (1857).
Był uczestnikiem antywęgierskiego powstania w 1848 roku. Był współpracownikiem Ľudovíta Štúra. 
Należał do głównych inicjatorów słowackiego przebudzenia narodowego.